# Локателл, Кэрол
Кэрол Локателл (англ. Carol Locatell, 13 декабря 1940 — 11 апреля 2023) — американская актриса, наиболее известная благодаря роли второго плана в фильме 1985 года «Пятница, 13-е: Новое начало».

## Биография
Локателл за свою карьеру сыграла более шестидесяти ролей на телевидении и в кино. На телевидении она появилась в «Бонанза», «Мэнникс», «МЭШ», «Династия», «Скорая помощь», «Элли Макбил», «Практика», «Прикосновение ангела», «Полиция Нью-Йорка» и «Безумцы». Также Локателл появилась в сериалах Шонды Раймс «Анатомия страсти» в 2008 году и «Скандал» в 2014 годах. В дополнение у неё были роли в фильмах «Команда Шарки», «Лучшие друзья» и «Привет семье!». Также Локателл выступала на бродвейской и офф-бродвейской сценах.
Локателл была замужем за музыкантом и автором песен, композитором Грегори Престопино. Они делили время между резиденциями в Нью-Йорке и Таузенд-Оукс, Калифорния, — их основным местом жительства.
Умерла 11 апреля 2023 года от рака.

## Избранная фильмография
| Год  |   | Русское название | Оригинальное название | Роль    |
| ---- | - | ---------------- | --------------------- | ------- |
| 2019 | с | Бесстыжие        | Shameless             | Элеанор |